# سالتانا (کالیفرنیا)
سالتانا (به انگلیسی: Sultana) یک منطقهٔ مسکونی در ایالات متحده آمریکا است که در شهرستان تولار، کالیفرنیا واقع شده‌است. سالتانا ۱٫۱۴۹ کیلومتر مربع مساحت و ۷۷۵ نفر جمعیت دارد و ۱۱۰٫۹۵ متر بالاتر از سطح دریا واقع شده‌است.